# Río Rele
Río Rele är ett vattendrag i Chile. Det ligger i den södra delen av landet, 500 km söder om huvudstaden Santiago de Chile.
Trakten runt Río Rele består i huvudsak av gräsmarker. Runt Río Rele är det ganska tätbefolkat, med 108 invånare per kvadratkilometer.